# Forsakar
Forsakar er en slugt i Linderödsåsens østlige skråning ved Degeberga i Kristianstad kommun, Skåne, 20 kilometer syd for Kristianstad i det østlige Skåne. Forsakarsbäcken, der udspringer oppe på Linderødsåsen, danner her Skånes næsthøjeste vandfald, med fald på 8 og 10 meter. Stedet er beskyttet som naturreservat.
Et friluftsbad findes i nærheden af naturreservatet, ligesom Trollelierkløften med Degeberga hembygdspark er tæt på.